# کالبیر بوارا
کالبیر بوارا (انگلیسی: Kulbir Bhaura؛ زادهٔ ۱۵ اکتبر ۱۹۵۵) بازیکن هاکی روی چمن اهل بریتانیای کبیر است.
وی در مسابقات کشوری و بین‌المللی در مجموع برندهٔ ۱ مدال طلا، ۱ مدال نقره، ۱ مدال برنز شده‌است.